# Arenaria purpurascens
Arenaria purpurascens är en nejlikväxtart som beskrevs av Louis François Ramond de Carbonnière och Dc. Arenaria purpurascens ingår i släktet narvar, och familjen nejlikväxter. Inga underarter finns listade i Catalogue of Life.

## Bildgalleri

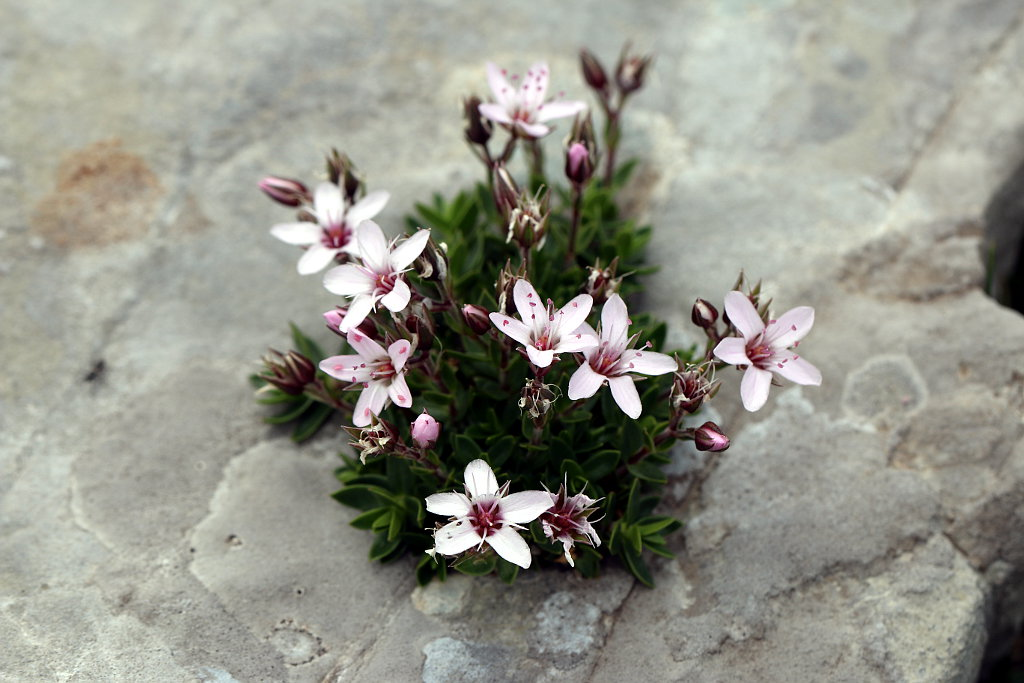
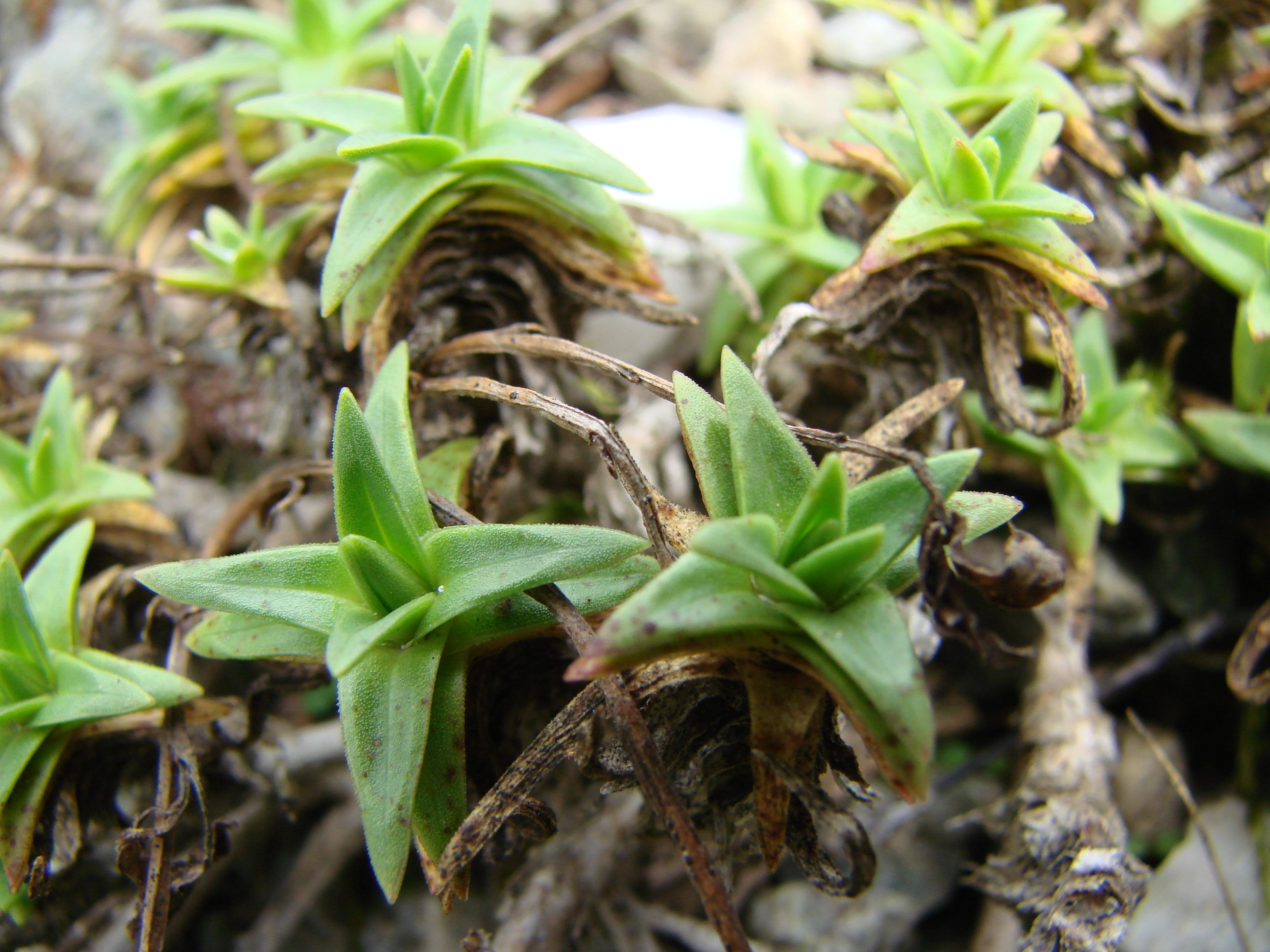
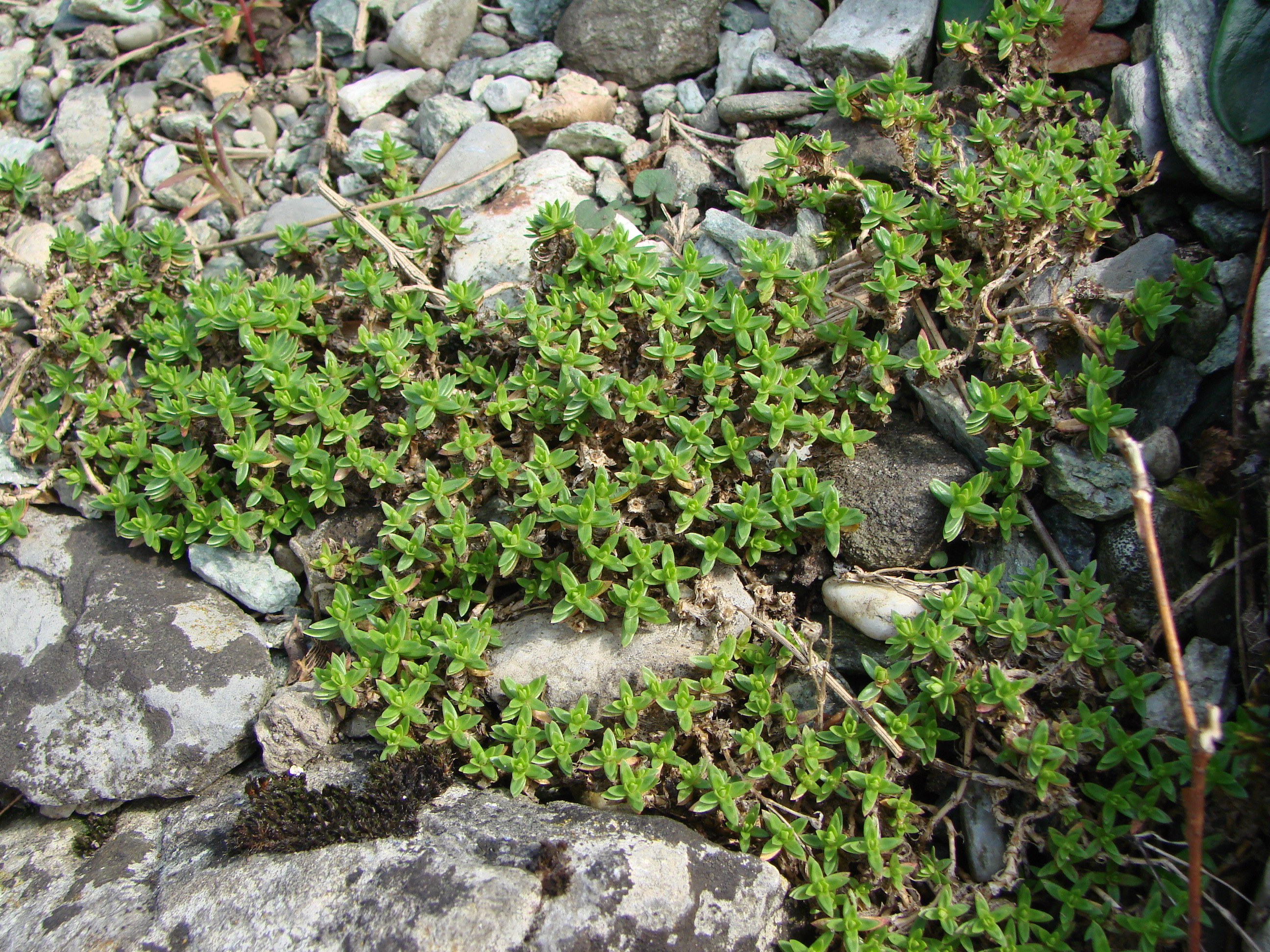